# EDGE Group
O EDGE Group (Árabe:مجموعة إيدج) é um conglomerado estatal dos Emirados Árabes Unidos de 25 empresas para fornecer armamento militar e tecnologias relacionadas com sede em Abu Dhabi.

## História
Em 5 de novembro de 2019, o grupo EDGE foi estabelecido e consistia em mais de 25 entidades da Emirates Defense Industries Company (EDIC), Emirates Advanced Investments Group (EAIG), Tawazun Holding e outras organizações independentes para abordar a antiquada indústria militar dos Emirados Árabes Unidos.A empresa tem aproximadamente 6.000 funcionários trabalhando em seus quatro clusters principais: Plataformas e Sistemas, Armas e Mísseis, Guerra Eletrônica e Tecnologias Cibernéticas e Suporte Comercial e de Missão.
No Dubai Airshow 2019, a EDGE foi a parceira oficial de tecnologia avançada.  As 11 entidades participantes do EDGE Group exibiram sua gama de recursos, que incluíam veículos aéreos não tripulados, munições de longo alcance, incluindo o ADASI RW-24 fabricado nos Emirados Árabes Unidos. A AMMROC também anunciou seu plano de abrir uma instalação de manutenção conectada ao Aeroporto Internacional de Al Ain.
A entidade HALCON da EDGE assinou um contrato de US$ 1 bilhão em novembro de 2019 para entregar seus mísseis guiados leves de precisão Desert Sting às Forças Armadas dos Emirados Árabes Unidos.
Mais tarde, a GAL, que fazia parte do Mission Support Cluster dentro do Grupo EDGE, assinou um contrato com o Ministério da Defesa do Quênia para fornecer serviços de MRO para a Força Aérea do Quênia. A GAL também assinou um contrato de suporte de AED 3,5 bilhões com o Joint Aviation Command dos Emirados Árabes Unidos.
A EDGE juntou-se ao Tawdheef, o principal evento dos Emirados Árabes Unidos para a emiratização, e a segunda edição do bienal Mohamed bin Zayed International Robotics Challenge 2020 (MBZIRC 2020), como parceiro oficial de tecnologia avançada em janeiro de 2020.
A ADASI da EDGE também lançou seu drone VTOL feito nos Emirados Árabes Unidos na UMEX em fevereiro de 2020.
Em 2017, o grupo CG Haenel, sob o comando da EDGE, fez uma oferta para adquirir o contrato de fornecimento de 120.000 fuzis de assalto para o Bundeswehr da Alemanha, contra a Heckler & Koch. Em setembro de 2020, o Ministério da Defesa da Alemanha anunciou que CG Haenel garantiu o contrato de $ 250 milhões. No entanto, no início de outubro de 2020, o prêmio foi suspenso pelo Ministério da Defesa, devido à violação de patente e risco ao dinheiro dos contribuintes
Em dezembro de 2020, o SIPRI informou que a EDGE ficou em 22º lugar na lista das maiores empresas de armas do mundo. De acordo com Pieter Wezeman, Pesquisador Sênior do Programa SIPRI de Armas e Despesas Militares, 'EDGE é uma boa ilustração de como a combinação de alta demanda nacional por produtos e serviços militares com o desejo de se tornar menos dependente de fornecedores estrangeiros está impulsionando o crescimento de armas empresas no Oriente Médio.' As vendas de armas e serviços militares pelas 25 maiores empresas totalizaram US$ 361 bilhões em 2019, com EDGE respondendo por 1,3% desse total de vendas de armas. De acordo com o relatório de julho de DefenseNews.com de 2021, o grupo EDGE é o 24º maior contratante de defesa.
A empresa comprou a maioria das ações do desenvolvedor robótico estoniano Milrem Robotics em 15 de fevereiro de 2023. Milrem está desenvolvendo veículos não tripulados, não apenas para uso militar, desde 2013. O alemão Kraus Maffei Wegmann possui outra participação de 24,9 por cento. Outras partes da Milrem são mantidas por investidores privados da Estônia e alguns dos funcionários da empresa.
Em abril de 2023 o EDGE Group e Marinha do Brasil assinam acordo de cooperação para o desenvolvimento de mísseis antinavio e supersônicos.

## Subsidiarias
As subsidiárias do grupo são classificadas em quatro categorias. 
- Plataformas e Sistemas
  - ADASI desenvolve sistemas autônomos, como aeronaves não tripuladas e drones
  - ADSB (Abu Dhabi Ship Building) constrói e repara embarcações navais e comerciais em seus estaleiros e trabalha com a marinha dos Emirados Árabes Unidos
  - AL JASOOR fornece um veículo blindado anfíbio
  - AL TAIF presta serviços de manutenção e reparação de viaturas militares terrestres
  - NIMR fabrica veículos blindados
  - A EPI é um fabricante de engenharia de precisão para componentes usados nas indústrias de armas leves, aeroespacial, petróleo e gás
- Mísseis e Armas
  - AL TARIQ converte armas aéreas em armas guiadas de longo alcance
  - APT fabrica projéteis de baixa velocidade e granadas de fumaça
  - CARACAL fabrica armas pequenas
  - HALCON fabrica sistemas de mísseis guiados
  - LAHAB fabrica munições e fornece treinamento e testes
- Guerra Eletrônica e Tecnologias Cibernéticas
  - BEACON RED oferece treinamento de segurança
  - SIGN4L desenvolve treinamento de guerra eletrônica e cibernética
- Negociação e Apoio à Missão
  - HORIZON fornece treinamento de helicóptero
  - JAHEZIYA fornece treinamento e certificação de resposta a emergências
  - REMAYA fornece campos de tiro e treinamento relacionado e serviços de gerenciamento